# Liste der Burgen und Schlösser in der polnischen Oberlausitz
Die Liste der Burgen und Schlösser in der polnischen Oberlausitz enthält Schlösser, Burgen und Ruinen in der polnischen Oberlausitz als heutigem Teil der historischen Region Oberlausitz.
| Name                               | Ort                                                              | Entstehungszeit, Baustil  | Lage und Anmerkungen                     | Bild |
| ---------------------------------- | ---------------------------------------------------------------- | ------------------------- | ---------------------------------------- | ---- |
| Schloss Florsdorf                  | Żarska Wieś (Florsdorf bei Görlitz)                              | 1740                      | (Lage) Schlossruine                      |      |
| Schloss Friedersdorf am Queis      | Biedrzychowice (Friedersdorf am Queis)                           | 1725 Barock               | (Lage) Nutzung als Berufsschule          |      |
| Herrenhaus Nieder Gerlachsheim     | Grabiszyce Dolne (Nieder Gerlachsheim), OT von Leśna (Marklissa) |                           | (Lage)                                   |      |
| Schloss Mittel Gerlachsheim        | Grabiszyce Średnie (Mittel Gerlachsheim)                         |                           | (Lage)                                   |      |
| Herrenhaus Ober Gerlachsheim       | Grabiszyce Górne (Ober Gerlachsheim)                             |                           | (Lage)                                   |      |
| Herrenhaus Gruna                   | Gronów (Gruna bei Görlitz)                                       |                           | (Lage)                                   |      |
| Schloss Halbau                     | Iłowa Halbau                                                     | Barock, Umbau 1903        | (Lage) Nutzung als Schule                |      |
| Schloss Heidersdorf                | Włosień (Heidersdorf bei Lauban)                                 |                           | (Lage) Schlossruine                      |      |
| Schloss Hennersdorf                | Jędrzychowice (Hennersdorf bei Görlitz)                          |                           | (Lage) Schlossruine                      |      |
| Wasserschloss Joachimstein         | Radomierzyce (Radmeritz)                                         | 1728 Barock               | (Lage) bis 1945 Weltadliges Damenstift   |      |
| Schloss Kieslingswalde             | Sławnikowice (Kieslingswalde)                                    | 1813 Klassizismus         | (Lage)                                   |      |
| Schloss Klitschdorf                | Kliczów, OT von Osiecznica (Klitschdorf bei Wehrau)              | 1580 Renaissance          | (Lage)                                   |      |
| Schloss Kuhna                      | Kunów (Kuhna bei Görlitz)                                        | 1665 Renaissance          | (Lage)                                   |      |
| Schloss Nieder Leopoldshain        | Dolny Łagów (Nieder Leopoldshain)                                | 1580 Renaissance          | (Lage)                                   |      |
| Schloss Nieder Lichtenau           | Zaręba Dolna (Nieder Lichtenau)                                  | 1849 Neurenaissance       | (Lage)                                   |      |
| Schloss Ober Lichtenau             | Zaręba Górna (Ober Lichtenau)                                    | englische Tudorgotik      | (Lage)                                   |      |
| Schloss Lissa                      | Lasów (Lissa)                                                    | 1593 Renaissance          | (Lage)                                   |      |
| Schloss Lomnitz                    | Łomnica bei Zgorzelec (Lomnitz bei Görlitz)                      | 1740 Barock               | (Lage)                                   |      |
| Schloss Meffersdorf                | Unięcice (Meffersdorf), OT von Pobiedna (Wigandsthal)            | Barock                    | (Lage)                                   |      |
| Schloss Nieder Moys                | Dolny Ujazd (Görlitz-Moys)                                       | 1730 Barock               | (Lage)                                   |      |
| Schloss Ober Nikolausdorf          | Mikołowa Górna (Ober Nikolausdorf)                               |                           | (Lage)                                   |      |
| Schloss Oberörtmannsdorf           | Szyszkowa Górna (Oberörtmannsdorf) bei Leśna (Marklissa)         |                           | (Lage)                                   |      |
| Herrenhaus Oberullersdorf          | Kopaczów (Oberullersdorf)                                        |                           | (Lage) zur Standesherrschaft Reibersdorf |      |
| Burgruine Rohnau (Zamek Trzciniec) | Trzciniec (Rohnau)                                               |                           | (Lage)                                   |      |
| Schloss Sächsisch Haugsdorf        | Nawojów Łużycki (Sächsisch Haugsdorf), OT von Lubań (Lauban)     | Renaissance               | (Lage)                                   |      |
| Herrenhaus Nieder Schreibersdorf   | Pisarzowice Dolne (Nieder Schreibersdorf), OT von Lubań (Lauban) | 1870 Spätklassizismus     | (Lage)                                   |      |
| Schloss Mittel Schreibersdorf      | Pisarzowice Średnie (Mittel Schreibersdorf)                      | Renaissance               | (Lage) Schlossruine                      |      |
| Schloss Ober Schreibersdorf        | Pisarzowice Górne (Ober Schreibersdorf)                          |                           | (Lage)                                   |      |
| Burgruine Schwerta                 | Świecie Dolne (Nieder Schwerta) bei Leśna (Marklissa)            |                           | (Lage) Schwertburg                       |      |
| Schloss Mittel Sohra               | Żarki Średnie (Sohra)                                            |                           | (Lage)                                   |      |
| Herrenhaus Ober Sohra              | Żarki Średnie (Sohra)                                            | Barock                    | (Lage)                                   |      |
| Herrenhaus Stangenhain             | Pokrzywnik (Stangenhain)                                         | 1870                      | (Lage)                                   |      |
| Burg Tzschocha                     | Czocha (Tzschocha)                                               | Burg                      | (Lage) Umbau 1912                        |      |
| Schloss Wingendorf                 | Jałowiec (Wingendorf)                                            | Barock, 1828 Klassizismus | (Lage)                                   |      |
| Schloss Zoblitz                    | Sobolice (Zoblitz)                                               | Barock                    | (Lage)                                   |      |